# FIVB World Tour 2013 der Männer
Die FIVB World Tour 2013 der Männer bestand aus zehn Grand Slams und drei Open. Dazu kam die Weltmeisterschaft vom 2. bis zum 7. Juli in Stare Jabłonki in Polen.

## Turniere

### Fuzhou Open, China, 23. bis 27. April 2013
| Platz | Team                 |
| ----- | -------------------- |
| 1     | Rosenthal/Dalhausser |
| 2     | Nicolai/Lupo         |
| 3     | Huber/Seidl          |
| 4     | Ricardo/Álvaro Filho |
| 5     | Pedro/Bruno          |
| 5     | Dollinger/Windscheif |
| 5     | Brouwer/Meeuwsen     |
| 5     | Fijalek/Prudel       |

Für das Hauptfeld waren Erdmann/Matysik, Dollinger/Windscheif und Brink/Fuchs gesetzt. Brink/Fuchs unterlagen in der ersten Runde dem russischen Team Prokopjew/Bogatow und beendeten das Turnier mit dem 17. Platz. Erdmann/Matysik scheiterten in der zweiten Runde an Pedro/Bruno (BRA) und belegten den neunten Platz. Das letzte deutsche Team, Dollinger/Windscheif unterlagen in der dritten Runde den Brasilianern Ricardo/Álvaro Filho und wurden Fünfte.

Im Spiel um Platz drei waren die auf 32 gesetzten Österreicher Huber/Seidl mit 2:0 gegen die Brasilianer Ricardo/Álvaro Filho erfolgreich. Das Finale konnte das US-amerikanische Duo Rosenthal/Dalhausser mit 2:0 gegen die Italiener Nicolai/Lupo für sich entscheiden.

### Shanghai Grand Slam, China, 30. April bis 4. Mai 2013
| Platz | Team                   |
| ----- | ---------------------- |
| 1     | Gibb/Patterson         |
| 2     | Pedro/Bruno            |
| 3     | Ricardo/Álvaro Filho   |
| 4     | Kądzioła/Szałankiewicz |
| 5     | Vitor Felipe/Evandro   |
| 5     | Böckermann/Urbatzka    |
| 5     | Brink/Fuchs            |
| 5     | Fijalek/Prudel         |

Für Shanghai waren fünf deutsche Duos gemeldet. Das Team Brink/Fuchs erhielt dabei eine Wild Card für das Hauptfeld. Außerdem spielten Erdmann/Matysik, Dollinger/Windscheif und Koreng/Walkenhorst im 32-er Hauptfeld. Böckermann/Urbatzka erreichten über die Qualifikation ebenfalls das Hauptfeld. Alle fünf deutschen Teams überstanden die Poolphase, wobei Erdmann/Matysik in ihrem Pool Erster wurden und damit direkt in der zweiten Runde standen. Koreng/Walkenhorst unterlagen in der ersten Runde den Schweizern Chevallier/Kovatsch und belegten den 17. Platz. In der zweiten Runde unterlagen Erdmann/Matysik dem Team Böckermann/Urbatzka und wurden Neunter. Mit einer 0:2-Niederlage gegen die US-amerikaner Gibb/Patterson wurden Dollinger/Windscheif ebenfalls Neunter. In der dritten Runde unterlagen Brink/Fuchs gegen Pedro/Bruno, als auch Böckermann/Urbatzka gegen die Polen Kądzioła/Szałankiewicz und beendeten das Turnier mit dem fünften Platz.

### Corrientes Grand Slam, Argentinien, 22. bis 26. Mai 2013
| Platz | Team                 |
| ----- | -------------------- |
| 1     | Šmēdiņš/Samoilovs    |
| 2     | Gibb/Patterson       |
| 3     | Nicolai/Lupo         |
| 4     | Pedro/Bruno          |
| 5     | Vitor Felipe/Evandro |
| 5     | Ricardo/Álvaro Filho |
| 5     | Dollinger/Windscheif |
| 5     | Fijalek/Prudel       |

Für das Hauptfeld waren die deutschen Duos Brink/Fuchs, Erdmann/Matysik und Dollinger/Windscheif qualifiziert. Koreng/Walkenhorst erreichten das Hauptfeld über die Qualifikationsrunde, schieden aber in der ersten Runde gegen Ricardo/Álvaro Filho aus und erreichten den 17. Platz. Brink/Fuchs beendeten die Poolphase mit drei Niederlagen auf dem 25. Platz. Für Erdmann/Matysik kam das Aus in der zweiten Runde mit dem neunten Platz. Dollinger/Windscheif beendeten das Turnier mit dem fünften Platz und dem Aus in der dritten Runde.

### Den Haag Grand Slam, Niederlande, 11. bis 16. Juni 2013
| Platz | Team                   |
| ----- | ---------------------- |
| 1     | Pedro/Bruno            |
| 2     | Šmēdiņš/Samoilovs      |
| 3     | Fijalek/Prudel         |
| 4     | Huber/Seidl            |
| 5     | Doppler/Horst          |
| 5     | Alison/Emanuel         |
| 5     | Kądzioła/Szałankiewicz |
| 5     | Gibb/Patterson         |

In der Hauptrunde starteten Erdmann/Matysik und Dollinger/Windscheif. Da sich Brink bei der Smart Beach Tour in Münster verletzt hatte, trat Fuchs mit Kaczmarek an, mit dem er bereits 2003 seine ersten Beach-Turniere spielte und bei den U18-Weltmeisterschaften im thailändischen Pattaya den Titel holte. Böckermann/Urbatzka kamen über die Qualifikationsrunde in das Hauptfeld, schieden aber als 25. und mit dem letzten Platz in ihrem Pool aus. Erdmann/Matysik und Fuchs/Kaczmarek verloren ihre Spiele in der ersten Runde und beendeten das Turnier mit Platz 17. Für das letzte deutsche Duo kam das Aus in der zweiten Runde. Sie belegten damit den neunten Platz.

### Rom Grand Slam, Italien, 18. bis 23. Juni 2013
| Platz | Team                 |
| ----- | -------------------- |
| 1     | Rosenthal/Dalhausser |
| 2     | Šmēdiņš/Samoilovs    |
| 3     | Pedro/Bruno          |
| 4     | Alison/Emanuel       |
| 5     | Doppler/Horst        |
| 5     | Ricardo/Álvaro Filho |
| 5     | Erdmann/Matysik      |
| 5     | Fijalek/Prudel       |

In der Hauptrunde traten die drei deutschen Teams Dollinger/Windscheif, Erdmann/Matysik und Urbatzka/Fuchs an. Koreng scheiterte nach der Trennung von Walkenhorst mit seinem neuen Partner Dittelbach in der Qualifikation. Das Team Urbatzka/Fuchs schied mit drei Niederlagen in der Poolphase aus. Für Dollinger/Windscheif kam das Aus in der ersten Runde mit einer Niederlage gegen das lettische Team Šmēdiņš/Samoilovs. Erdmann/Matysik schieden in der dritten Runde gegen die Brasilianer Pedro/Bruno aus und wurden Fünfter.

### Stare Jabłonki Weltmeisterschaft, Polen, 2. bis 7. Juli 2013
| Platz | Team                 |
| ----- | -------------------- |
| 1     | Brouwer/Meeuwsen     |
| 2     | Ricardo/Álvaro Filho |
| 3     | Erdmann/Matysik      |
| 4     | Alison/Emanuel       |
| 5     | Vitor Felipe/Evandro |
| 5     | Pedro/Bruno          |
| 5     | Saxton/Schalk        |
| 5     | Herrera/Gavira       |

Der Deutsche Volleyball-Verband war mit den vier Teams Erdmann/Matysik, Dollinger/Windscheif und Böckermann/Urbatzka vertreten. Da Brink wegen einer Verletzung auch hier nicht spielen konnte, trat sein Partner Fuchs erneut mit Kaczmarek an. Bis auf das Team Fuchs/Kaczmarek erreichten alle deutschen Teams die Runde der letzten 32. In dieser Runde mussten sich Dollinger/Windscheif dem Team Šmēdiņš/Samoilovs geschlagen geben. In der Runde der letzten 16 schieden Böckermann/Urbatzka gegen die Brasilianer Alison/Emanuel aus, die im Spiel um Platz drei auf das verbliebene deutsche Team Erdmann/Matysik trafen. Dieses Spiel entschieden die Deutschen für sich und belegten damit den dritten Platz.
Das Endspiel gewannen die Niederländer Brouwer/Meeuwsen gegen Ricardo/Álvaro Filho mit 2:0.

### Gstaad Grand Slam, Schweiz, 10. bis 14. Juli 2013
| Platz | Team                 |
| ----- | -------------------- |
| 1     | Ricardo/Álvaro Filho |
| 2     | Pedro/Bruno          |
| 3     | Gibb/Patterson       |
| 4     | Brouwer/Meeuwsen     |
| 5     | Herrera/Gavira       |
| 5     | Erdmann/Matysik      |
| 5     | Šmēdiņš/Samoilovs    |
| 5     | Rosenthal/Dalhausser |

Am Grand Slam in Gstaad konnte Brink erneut wegen seiner schon mehrwöchigen Verletzung nicht teilnehmen. Sein Partner Fuchs spielte deswegen zusammen mit Koreng. Trotz einer Niederlage in der Qualifikation schaffte das Duo als „Lucky Loser“ den Sprung in die Hauptrunde, schieden aber in der ersten Runde aus. Außerdem waren für die Hauptrunde Erdmann/Matysik, Dollinger/Windscheif und Böckermann/Urbatzka gesetzt. Böckermann/Urbatzka schieden mit dem letzten Platz in ihrer Gruppe bereits in der Poolphase aus. Für Dollinger/Windscheif kam das Aus in der zweiten Runde und dem neunten Platz. Erdmann/Matysik unterlagen in der dritten Runde Pedro/Bruno und beendeten das Turnier mit dem fünften Platz. Das rein brasilianische Endspiel entschieden Ricardo/Álvaro Filho für sich.

### Long Beach Grand Slam, USA, 22. bis 27. Juli 2013
| Platz | Team                 |
| ----- | -------------------- |
| 1     | Rosenthal/Dalhausser |
| 2     | Herrera/Gavira       |
| 3     | Nicolai/Lupo         |
| 4     | Gibb/Patterson       |
| 5     | Alison/Emanuel       |
| 5     | Tomatis/Ranghieri    |
| 5     | Šmēdiņš/Samoilovs    |
| 5     | Eithun/Horrem        |

In der Qualifikation setzte sich die Österreicher Peter Eglseer und Felix Koraimann durch, während dessen älterer Bruder Tobias und sein Partner Florian Schnetzer an dem Schweizer Brüderpaar Andreas und Roman Sutter scheiterten. Beide siegreichen Teams konnten jedoch in der Poolrunde kein Spiel für sich entscheiden. Mit zwei Siegen erreichten sowohl das einzige deutsche Team Böckermann/Urbatzka als auch die Eidgenossen Gabathuler/Weingart die erste Hauptrunde. Während die Schweizer ihr Spiel verloren, kam für die beiden Deutschen ebenso wie für Huber/Seidl erst im Achtelfinale das Aus. Die Österreicher hatten sich mit drei Siegen direkt für die Runde der letzten 16 qualifiziert.

Im Halbfinale besiegten die Spanier Herrera/Gavira die Italiener Nicolai/Lupo, während Jacob Gibb und Casey Patterson ihren Landsmännern Sean Rosenthal und Phil Dalhausser unterlagen. Die US-Amerikaner setzten sich auch im Endspiel durch, während sich die Italiener die Bronzemedaille sicherten.

### Anapa Open, Russland, 24. bis 28. Juli 2013
| Platz | Team                   |
| ----- | ---------------------- |
| 1     | Semjonow/Koschkarjow   |
| 2     | Flüggen/Walkenhorst    |
| 3     | Pastuchow/Krassilnikow |
| 4     | Dittelbach/Koreng      |
| 5     | Thiago/Brandão         |
| 5     | Zemljak/Pokeršnik      |
| 5     | Popow/Samodai          |
| 5     | Hernandez/Villafañe    |

Im zeitgleich mit dem Grand Slam in Long Beach stattfindenden Open waren die deutsche Teams Betzien/Kaczmarek, Dittelbach/Koreng, Flüggen/Walkenhorst und B. Poniewaz/D. Poniewaz gemeldet. Letztgenannte scheiterten ebenso wie die Österreicher Hupfer/Murauer in der Qualifikation, während deren Landsleute Dressler/Winter die Poolrunde erreichten. Mit nur einem weiteren Sieg überstanden sie diese ebenso wie die ebenfalls aus der Alpenrepublik stammenden Petutschnig/Kunert mit zwei Erfolgen. Dittelbach/Koreng, Flüggen/Walkenhorst und die Eidgenossen Chevallier/Kovatsch gelangten mit derselben Anzahl an Siegen in die Hauptrunde eins, während Betzien/Kaczmarek mit einem gewonnenen Spiel und das Schweizer Brüderpaar Gabriel und Jonas Kissling sich sieglos aus Anapa verabschieden mussten.
Sowohl die beiden verbliebenen deutschen als auch das Schweizer und die österreichischen Duos erreichten das Achtelfinale, für das sich Müllner/Wutzl direkt qualifiziert hatten. Die Teams aus den Alpenrepubliken schieden in dieser Runde aus, während die Deutschen auch noch das Viertelfinale siegreich gestalten konnten. In der Vorschlussrunde setzten sich Flüggen/Walkenhorst gegen Pastuchow/Krassilnikow durch, während Dittelbach/Koreng gegen Semjonow/Koschkarjow verloren. Die beiden finalen Begegnungen entschieden die russischen Paare für sich.

### Berlin Grand Slam, Deutschland, 6. bis 10. August 2013
| Platz | Team                   |
| ----- | ---------------------- |
| 1     | Vitor Felipe/Evandro   |
| 2     | Semjonow/Krassilnikow  |
| 3     | Herrera/Gavira         |
| 4     | Tomatis/Ranghieri      |
| 5     | Dollinger/Windscheif   |
| 5     | Brouwer/Meeuwsen       |
| 5     | Fijalek/Prudel         |
| 5     | Kądzioła/Szałankiewicz |

In ihrer Hauptstadt waren fünf deutsche Teams am Start. Dittelbach/Koreng überstanden die Qualifikation, beendeten jedoch das Turnier ohne Spielgewinn in der Poolrunde. Besser machten es Böckermann/Urbatzka und Kaczmarek/Fuchs, die nach je einem Sieg in der Gruppenphase in der ersten Endrunde scheiterten. Mit drei Erfolgen zogen Erdmann/Matysik direkt ins Achtelfinale ein. Dort unterlagen sie den amtierenden Weltmeistern. Bestes deutsches Duo wurden Dollinger/Windscheif, die im Viertelfinale verloren und den fünften Platz belegten.
Bestes österreichisches Beachduo wurden Huber/Seidl, die nach überstandener Vorrunde ausschieden. Im Hauptfeld sieglos blieben die Qualifikanten Müller/Wutzl. Eglseer/Koraimann kamen wie die Schweizer Gerson/Prawdzic und Chevallier/Kovatsch über die Vorausscheidung nicht hinaus. Deren Landsleuten Gabathuler/Weingart gelang ein Sieg in der Poolrunde, ihr erstes Endrundenspiel verloren die beiden Athleten.
Im Halbfinale trafen Vitor Felipe/Evandro auf Tomatis/Ranghieri, während sich Semjonov/Krassilnikow mit Herrera/Gavira auseinandersetzen mussten. Das Endspiel erreichten die Russen und die Brasilianer, die sich die Goldmedaille sicherten. Im Spiel um den dritten Platz behielten die Spanier die Oberhand
.

### Moskau Grand Slam, Russland, 21. bis 25. August 2013
| Platz | Team                  |
| ----- | --------------------- |
| 1     | Šmēdiņš/Samoilovs     |
| 2     | Emanuel/Evandro       |
| 3     | Ricardo/Álvaro Filho  |
| 4     | Petutschnig/Horst     |
| 5     | Kapa/McHugh           |
| 5     | Flüggen/Walkenhorst   |
| 5     | Stiekema/Varenhorst   |
| 5     | Semjonow/Krassilnikow |

In Moskau waren die drei deutschen Teams Koreng/Urbatzka, Dollinger/Windscheif und Flüggen/Walkenhorst sowie Gabathuler/Weingart aus der Schweiz und die Österreicher Huber/Seidl und Petutschnig/Horst für das Hauptfeld gesetzt, während zwei andere Teams aus der Alpenrepublik die zweite Runde der Qualifikation nicht überstanden. Dollinger/Windscheif scheiterten in der Gruppenphase, für die Eidgenossen und Huber/Seidl kam in der ersten Hauptrunde das Aus. Für Koreng/Urbatzka war im Achtelfinale Endstation, während Flüggen/Walkenhorst im Viertelfinale an den späteren Siegern Šmēdiņš/Samoilovs scheiterten. Bestes deutschsprachiges Team wurden Petutschnig/Horst auf dem vierten Platz, während die beiden brasilianischen Teams Emanuel/Evandro und  Ricardo/Álvaro Filho Silber und Bronze gewannen.

### São Paulo Grand Slam, Brasilien, 8. bis 13. Oktober 2013
| Platz | Team                |
| ----- | ------------------- |
| 1     | Pedro/Bruno         |
| 2     | Dalhausser/Jennings |
| 3     | Šmēdiņš/Samoilovs   |
| 4     | Herrera/Gavira      |
| 5     | Alison/Emanuel      |
| 5     | Łosiak/Kantor       |
| 5     | Gibb/Patterson      |
| 5     | Lucena/Doherty      |

### Xiamen Grand Slam, China, 22. bis 26. Oktober 2013
| Platz | Team                 |
| ----- | -------------------- |
| 1     | Alison/Vitor Felipe  |
| 2     | Brouwer/Meeuwsen     |
| 3     | Nicolai/Lupo         |
| 4     | Stiekema/Varenhorst  |
| 5     | Emanuel/Evandro      |
| 5     | Kotsilianos/Zoupanis |
| 5     | Tomatis/Ranghieri    |
| 5     | Gibb/Patterson       |

### Durban Open, Südafrika, 11. bis 14. Dezember 2013
| Platz | Team                    |
| ----- | ----------------------- |
| 1     | Šmēdiņš/Samoilovs       |
| 2     | Pļaviņš/Solovejs        |
| 3     | Pedro/Bruno             |
| 4     | Kubala/Dumek            |
| 5     | Thiago/Brandão          |
| 5     | Chen/Li                 |
| 5     | M. Ingrosso/P. Ingrosso |
| 5     | Olson/Bourne            |

## Auszeichnungen des Jahres 2013
| FIVB Tour Champion    | Šmēdiņš/Samoilovs         |
| Team of the year      | Šmēdiņš/Samoilovs         |
| Most Outstanding      | Dalhausser                |
| Sportsperson          | Šmēdiņš                   |
| Top Rookie            | Álvaro Filho              |
| Most Inspirational    | Gibb                      |
| Most Improved Player  | Álvaro Filho              |
| Best Blocker          | Pedro                     |
| Best Hitter           | Šmēdiņš                   |
| Best Offensive Player | Šmēdiņš                   |
| Best Server           | wurde nicht ausgezeichnet |
| Best Setter           | Šmēdiņš                   |
| Best Defensive Player | Bruno                     |